# Rolls-Royce BR700
La familia de motores BR700 fue desarrollada por BMW y Rolls-Royce plc a través de la unión de empresas BMW Rolls-Royce para motorizar aviones regionales y ejecutivos. Rolls-Royce tomó el control de toda la empresa en 2000 que es ahora conocida como Rolls-Royce Deutschland.
La compañía fue fundada en 1990 y el primer motor (BR710) efectuó su primer encendido en septiembre de 1994.

## Variantes y aplicaciones

### BR710-A1-10, C2-20
El BR710, un turbofán de doble eje, entró en servicio en el Gulfstream V en 1997 y el Bombardier Global Express en 1998. Esta versión ha sido también elegida para motorizar al Gulfstream G550.
Una versión retomada, con una revisión del sistema de gases, entrará en breve en el RAF Nimrod MRA4s. 
Comprende un fan de 48 pulgadas de diámetro y una etapa, dirigido por una turbina de dos etapas de baja presión, un compresor de diez etapas de alta presión (tomado del V2500) y dirigido por una turbina de dos etapas de alta presión y refrigeración.

### BR715-A1-30, B1-30, C1-30

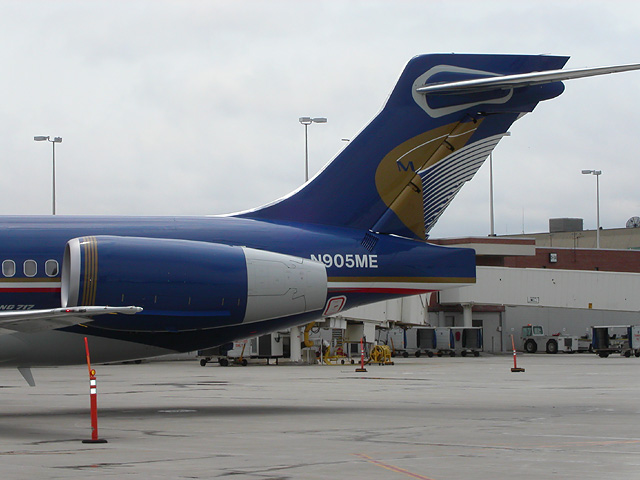
Detalle de un motor BR715 en un Boeing 717 de Midwest Airlines.

Otro motor turbofán de doble eje fue encendido por primera vez en abril de 1997 y entró en servicio a mediados de 1999. Esta versión motoriza al Boeing 717.
Un nuevo núcleo, compuesto de un fán de 58 pulgadas de diámetro, con un compresor de dos etapas de baja presión dirigido por una turbina de tres etapas de baja presión, fue incorporado al BR715. El núcleo de alta presión es similar al del BR710. 
El compresor IP incrementa la potencia de su núcleo y también el empuje neto. Sin embargo, esto ha supuesto un fan más grande, lo que ayuda a satisfacer las condiciones de ruido.

### BR725
El BR725 es un nuevo modelo de motor diseñado para impulsar al Gulfstream G650. El motor tiene un empuje máximo de 17.000 lb.
El BR725 tiene un ratio de conducción de 4,4:1, lo que hace 4 dB más silencioso que su predecesor, el BR710. Su fan de 50 pulgadas (127 cm) posee 24 álabes de titanio.
El prototipo del BR725 entró en pruebas en la primavera de 2008, y fue puesto en funcionamiento por primera vez a finales de 2008.

## Especificaciones
|                            | BR710-48      | BR715-58      | BR725-50      |
| Empuje (lb)                | 14.750-15.500 | 18.500-22.000 | 15.000-17.000 |
| Peso en vacío (lb)         | 4.640         | 4.597         | 4.912         |
| Longitud (pulgadas)        | 134,0         | 147,0         | 202,0         |
| Diámetro de fan (pulgadas) | 48,0          | 58,0          | 50,0          |